# Porto-Novo
Porto-Novo er den officielle hovedstad i staten Benin. Porto-Novo er med cirka 235.000 indbyggere landets næststørste by efter Cotonou. Byen er centrum i et landbrugsområde hvis hovedprodukter er palmeolie, bomuld og kapok.
- Wikimedia Commons har flere filer relateret til Porto-Novo

1. ↑  www.citypopulation.de (fra Wikidata).